# هنا تأتي البحرية (فلم)
هنا تأتي البحرية (بالإنجليزية: Here Comes the Navy) هو فيلم كوميدي تم إنتاجه في الولايات المتحدة وصدر في سنة 1934.

## بطولة
- جيمس كاغني

### ترشيحات وجوائز
| السنة | الحدث  | الفئة     | النتيجة |
| ----- | ------ | --------- | ------- |
| 1934  | أوسكار | أفضل فيلم | ترشـيـح |

## وصلات خارجية
- مقالات تستعمل روابط فنية بلا صلة مع ويكي بيانات